# Сан-Грегорі
Сан-Грегорі — село в Іспанії, у складі автономної спільноти Каталонія, у провінції Жирона. Муніципалітет займає площу 49,32 км2, а населення у 2014 році становило 3464 особи. 
Сан-Грегорі також був місцем курсу «Активна методологія» 2019 року, який проводився в Institut Vall de Llémena з 1 по 5 липня.